# Songs About Fucking
Songs About Fucking es el segundo y último álbum de Big Black. Fue posicionado #54 en los Top 100 Albums of the 1980s según Pitchfork Media. En el álbum se incluyen covers de Kraftwerk ("The Model") y de Cheap Trick ("He's a Whore").

## Producción
Steve Albini, líder de la banda, ha dicho que Songs About Fucking es el lanzamiento con el que está más contento de Big Black. En una entrevista en 1992 para la revista Maximumrocknroll, Albini dijo:

Lo mejor de Big Black es el lado A de Songs About Fucking. Me gustó mucho la manera en la que grabamos ese lado. Simplemente saltamos al estudio, grabamos las canciones y nos fuimos. No tomó mucho tiempo, no tomó mucho dinero, fue realmente rápido. El lado B fue grabado a un paso mas calmado y creo que eso nos hirió. Y esa canción de Cheap Trick se metió en el disco sin querer, y simplemente la dejamos ahí.

La banda ya había decidido separarse luego de grabar este álbum, principalmente por el deseo de sus miembros de separarse cuando estén en la cima. Además, Durango, guitarrista, iba a estudiar derecho para convertirse en abogado.

## Recepción
Songs About Fucking ha sido llamado "definitivamente, el nombre de ningún álbum jamas lanzado en la era del rock'n'roll más honesto". Las letras del álbum incluyen temas como técnicas sudamericanas para matar ("Columbian Necktie"), pan que te droga ("Ergot"), y como "lentamente y sin saberlo, todos se convierten en lo que más odian". Mientras el título del álbum y la carátula eran polémicas en sí, según un crítico "aunque la carátula sea brutal, la música lo es más aún", y según otro "[Songs About Fucking] era tan frío y oscuro como el nombre de la banda lo sugería".
En el 2010, Kid606 lanzó un álbum llamado Songs About Fucking Steve Albini. El nombre del álbum (y la carátula) obviamente es una referencia a Steve Albini, Songs About Fucking y Big Black en general.

## Lista de canciones
Todas las canciones escritas por Big Black, excepto donde sea indicado lo contrario.
1. "The Power of Independent Trucking" - 1:27
2. "The Model" (Kraftwerk) - 2:34
3. "Bad Penny" - 2:33
4. "L Dopa" - 1:40
5. "Precious Thing" - 2:20
6. "Colombian Necktie" - 2:14
7. "Kitty Empire" - 4:01
8. "Ergot" - 2:27
9. "Kasimir S. Pulaski Day" - 2:28
10. "Fish Fry" - 2:06
11. "Pavement Saw" - 2:12
12. "Tiny, King of the Jews" - 2:31
13. "Bombastic Intro" - 0:35
14. "He's a Whore" (Cheap Trick) - 2:37 *

- *Solo disponible en la versión en CD.

## Créditos
- Dave Riley - bajo, segunda voz/coros
- Santiago Durango - guitarra, segunda voz/coros
- Steve Albini - voz, guitarra
- Roland TR-606 - batería (caja de ritmos)